# Пищевич, Семён Григорьевич
Семён Григо́рьевич Пище́вич (3 января 1863 — 14 декабря 1945, Париж) — русский офицер, земский деятель, член IV Государственной думы от Херсонской губернии.

## Биография
Православный. Из потомственных дворян Херсонской губернии. Его предки родом из Сербии, переселившиеся в Российскую империю в период создания Новой Сербии.
Землевладелец Александрийского уезда (629 десятин).
Окончил 2-ю Московскую военную гимназию и Николаевское кавалерийское училище (1884), откуда был выпущен корнетом в 21-й драгунский Белорусский полк. Прослужив в полку до 1892 года, вышел в запас в чине ротмистра и посвятил себя общественной деятельности.
В 1892 году был назначен земским начальником 7-го участка Александрийского уезда. В 1903 году был избран председателем Александрийской уездной земской управы, в каковой должности состоял до 1917 года.
За период его пребывания в должности главы Александрийского земства в городе было построено новое помещение земской управы, а рядом с земской управой был построен и собственный дом Семена Григорьевича Пищевича в стиле модерн (сохранился, известный как «Дом Пищевича»). Оба сооружения признаны памятниками архитектуры государственного значения.
В 1912 году был избран членом Государственной думы от Херсонской губернии. Входил во фракцию центра. Состоял секретарем бюджетной комиссии, а также членом комиссий: по местному самоуправлению, по направлению законодательных предложений. В августе 1913 года сложил депутатские полномочия, на его место был избран Д. В. Закржевский.
После Февральской революции стал александрийским уездным комиссаром Временного правительства, в сентябре был избран гласным Александрийского уездного земства. В сентябре 1919 года был избран председателем Херсонской губернской земской управы.
После 1919 года вместе с женой — Леонидой Георгиевной (1868—1941), урожд. Эрдели (сестра Якова Эрдели и Ивана Эрдели) эмигрировал во Францию, жил в Париже. Скончался в 1945 году. Похоронен на кладбище Сент-Женевьев-де-Буа. 
Дети:
- Георгий (1887−1918), офицер РИА[1], участник Первой мировой войны, награжден орденом Святой Анны III степени (1915) и орденом Святого Станислава II степени (1916). Убит большевиками[2]. Его дочь — Валентина (1912−1935, Париж)
- Вера (род. 1889)